# Шахта імені газети «Ізвєстія»
ДВАТ «Шахта імені газети „Ізвєстія“». Входить до ДХК «Донбасантрацит». Знаходиться у м. Красний Луч Луганської області.
Стала до ладу в 1934 р, після відбудови у 1947 р потужність становила 500 тис.т на добу. У 2001 р виробнича потужність 600 тис.т на рік. Фактичний видобуток 1730/1316 т/добу (1990/1999). У 2003 р. видобуто 171 тис.т. вугілля.
Максимальна глибина 620 м (1990—1999). Протяжність підземних виробок 73,7/55,9 км (1990/1999). У 1990/1999/2002 розробляла пласти l3, lн
2; kн
7, lн
2; kн
7 потужністю 0,7-1,9 м, кут падіння 3-30°.
Шахта надкатегорійна. Пласти l3, lн
2 загрозливі з раптових викидів. Кількість очисних вибоїв 6/4/1, підготовчих 9/6 (1990/1999/2002). Очисне обладнання: комплекс КД-80, комбайн 1К-101.
Кількість працюючих: 2377/2503 осіб, в тому числі підземних 1538/1617 осіб (1990/1999).
Адреса: 94503, м.Красний Луч, Луганської обл.